# بنة حاجي (الريف الشرقي)
بنة حاجي (بالفارسية: بنه حاجی) هي منطقة سكنية تقع في إيران في قسم الريف الشرقي الريفي. يقدر عدد سكانها بـ 137 نسمة بحسب إحصاء 2016.